# Truebella tothastes
Truebella tothastes är en groddjursart som beskrevs av Anna Graybeal och David Cannatella 1995. Truebella tothastes ingår i släktet Truebella och familjen paddor. IUCN kategoriserar arten globalt som otillräckligt studerad. Inga underarter finns listade i Catalogue of Life.